# Къща музей „Негово Кралско Величество Карол I“
Къща музей „Негово Кралско Величество Карол І“ се намира в Пордим. Паметник на културата с национално значение.
Експозицията представя участието на Румъния в Руско-турската война от 1877 – 1878 г. и дейността на Главната квартира на Румънската армия по време на пребиваването на румънския княз Карол I в Пордим през 1877 г. Експонирана е колекция от военни униформи на различните родове войски от румънската армия, дарени от Румънското военно министерство.
Експозицията е уредена в къщата на Върбан Илиев. Запазена е оригиналната постройка с автентичната обстановка – походно легло на княз Карол І, походна маса, сгъваеми столчета и умивалник, оригинални снимки от пребиваването му в Пордим през 1877 г. В Артилерийската зала и откритата експозиция са представени оръдия от артилерийския парк на румънската армия, румънско пионерно имущество и др.